# Vereinigung Freier Missionsgemeinden
Die Vereinigung Freier Missionsgemeinden (VFMG) ist eine Freikirche mit evangelikal-evangelischer Tradition in der Schweiz. Dem Verband gehören mehr als 40 selbständige Ortsgemeinden in der Deutschschweiz und der Romandie an. Vom Verband werden gemeinsame übergeordnete Aufgaben wahrgenommen, wie Mission, Kinder- und Jugendarbeit, die Durchführung von gesamtschweizerischen Anlässen und die Weiterbildung von Mitarbeitenden.

## Geschichte der VFMG
Die Freien Missionsgemeinden (FMG) haben sich am 9. Dezember 1967 vom Evangelischen Brüderverein (heute Gemeinde für Christus) abgespalten und sich in der Vereinigung Freier Missionsgemeinden (VFMG) unter der Leitung von Peter Zürcher zusammengeschlossen. Zürcher war zuvor Evangelist, Prediger und leitendes Mitglied beim Brüderverein, der sich mit weiteren 44 Mitstreitern gegen die abgrenzende und gesetzliche Lehre und zentralistische und autoritäre Führung auflehnte und vergeblich Änderungen anstrebte. Die FMG-Gemeinden unter der Leitung von Peter Zürcher, Hans Bärtschi, Ernst Trachsel, Hans Wüthrich, Erich Mauerhofer und Werner Uhlmann gaben sich eine offenere und autonomere Struktur, befreiten sich von einigen Sonderlehren und Gesetzlichkeiten des Brüdervereins und förderten Missions- und Jugendarbeit. Weitere wichtige Akteure waren Karl Dollenmeier, Fritz Pfister, Jakob Zürcher und René Richard. Innert kurzer Zeit entstanden gegen 70 Gemeinden und Versammlungsorte. Insbesondere die Einführung der freien Wahl der Brüderrats-Delegierten durch die Gemeinden war ein Anliegen.
Bereits 1968 wurde die Missionsarbeit in Österreich begonnen, 1971 wurde die evangelistische Tätigkeit von Erino Dapozzo in Sizilien unterstützt und 1972 eine Arbeit in Frankreich gestartet. Nach dem schweren Erdbeben 1980 in Süditalien gründete die Mission in Volturara bei Avellino zuerst einen Kindergarten und später eine kleine Gemeinde. In Sizilien wurden nebst Gemeinden in der Stadt Nicosia und anderswo das Hilfswerk Il Faro für ledige Mütter mit ihren Kindern gegründet. 2020 umfasste das Gemeindenetzwerk mit dem Namen Unione Chiese Bibliche Cristiane (UCBC) 35 Gemeinden in ganz Italien.
1974 kaufte der VFMG das Hotel «Friedegg» in Aeschi (BE). Mit diesem Haus konnte die VFMG sich nach außen präsentieren und hatte ein Zentrum für eigene Anlässe bis zur Schliessung im Jahr 2009. 1975 kam die Annahme eigener Statuten, die VFMG erhielt eine Ordnung und der Vorstand wurde von vier auf sieben Mitglieder erweitert. 1976 wurde das Alters- und Pflegeheim Wydenhof in Rubigen (BE) gekauft. 1985 wurde das Strategiepapier I veröffentlicht, mit dem es zu einem langsamen Abrücken vom Reisepredigersystem kam. In der Folge wurden in grösseren Gemeinden Prediger stationiert.
1986 bis 2002 wurde Sam Moser, der von Anfang an mitgestaltete, Vorsteher des Gemeindeverbands. 1987 trat der VFMG dem Verband Evangelischer Freikirchen und Gemeinden in der Schweiz (VFG) bei, was eine weitere Öffnung hin zu den anderen Freikirchen bedeutete. Mit den Freien Evangelischen Gemeinden (FEG) und den Chrischona-Gemeinden kam es in der Folge zu einer noch engeren Zusammenarbeit, wodurch die Organisation von Gemeindebaukongressen ermöglicht wurde. Das Strategiepapier II von 1993 enthielt Impulse der Gemeindewachstumsbewegung in den USA, die an die schweizerischen Verhältnisse angepasst wurden. 1994 wurde die VFMG als Träger in den Bund Evangelischer Schweizer Jungscharen (BESJ) aufgenommen.
2002 bis 2008 wurde Paul Beyeler Nachfolger von Sam Moser. 2006 gehörten 45 Gemeinden zum Verband, davon waren sieben in der Romandie beheimatet. Fast 50 voll- und teilzeitliche Mitarbeitende waren angestellt, zusätzlich waren 35 Personen im Missionsdienst. 2008 bis 2015 war Markus Häsler Verbandsvorsteher. 2009 kam es auf Initiative der Leitung der Gemeinde für Christus zu einem Versöhnungstreffen, um die Spaltung von 1967 aufzuarbeiten.

## Ziele
Die VFMG verfolgt folgende Ziele:
- Verkündigung des Evangeliums von Jesus Christus und Wahrnehmung diakonischer Aufgaben im In- und Ausland.
- Aufbau und Betreuung von Gemeinden in der Schweiz und in den Nachbarländern Frankreich, Italien und Österreich.
- Pflege der Gemeinschaft durch gemeinsame Anlässe.
- Schulung von Mitarbeitern für verschiedene Bereiche der Gemeindearbeit.
- Führung von Häusern für Erholungsbedürftige und Betagte.

Alle Aufwendungen werden durch Spenden finanziert. In der Mission unterstützt sie vor allem den weltweiten Einsatz für Christus WEC, die Bibelübersetzer von Wycliff und die Schweizerische Schallplattenmission.

## Lehre und Glaubensbekenntnis
Die einzelnen Gemeinden der Vereinigung Freier Missionsgemeinden verfügen über ein Bekenntnis, welches auf Aussagen reformatorischen und evangelikalen Christentums aufbaut. Mitglied kann werden, wer die Heilige Schrift uneingeschränkt als Glaubensbasis anerkennt, an Jesus Christus als persönlichen Herrn glaubt, ihm nachfolgen und sich aktiv am Gemeindeleben beteiligen will. Zum Abendmahl sind alle eingeladen, die ihren Glauben im Blick auf das vollbrachte Opfer Jesu praktizieren wollen. Die Erwachsenentaufe auf das Bekenntnis des Glaubens wird zwar gelehrt und praktiziert, ist aber kein Kriterium zur Mitgliederaufnahme.

## Aufbau der VFMG
2008 gab es über 40 Freie Missionsgemeinden, um 1994 waren es noch deren 70 gewesen.
Die VFMG ist ein Verein im Sinn des Schweizerischen Zivilgesetzbuches. Mitglieder sind die angeschlossenen Gemeinden, die an der Delegiertenversammlung gemäss ihrer Mitgliederzahl vertreten sind. Die Delegiertenversammlung ist das oberste Organ der VFMG.
Ein besonderer Arbeitsschwerpunkt ist die Auslandmission in den Ländern Österreich, Italien und Frankreich, wo die VFMG eigene Missionsstationen betreibt. Das monatlich erscheinende Publikationsorgan ist die Zeitschrift Christus im Brennpunkt. Das Zentralsekretariat des Verbandes befindet sich in Rubigen (BE).